# Mechthild Schroeter-Rupieper
Mechthild Schroeter-Rupieper (* 20. Januar 1964) ist die Gründerin der Familientrauerarbeit in Deutschland und Mitbegründerin der Familientrauerarbeit in Österreich und der Schweiz, Familientrauerbegleiterin, Fortbildungsreferentin und Autorin. Ihr „LAVIA Trauermodell“ hat sie aus ihren jahrzehntelangen Erfahrungen schwerpunktmäßig für Familien erarbeitet.

## Leben
Nach ehrenamtlicher Jugendarbeit bei der Deutschen Pfadfinderschaft St. Georg als Leiterin, Kuratin und Mitglied auf der Diözesanebene Essen, sowie bei der Katholischen Frauengemeinschaft Deutschlands im Alleinerziehendenbereich arbeitete Mechthild Schroeter-Rupieper als Erzieherin und Kindergartenleiterin in Gelsenkirchen. 1991 begann sie eine selbstständige Fortbildungstätigkeit für Erzieherinnen im Bistum Essen, es folgten Seminare zum Thema „Umgang mit Scheidung, Tod und Trauer in Familien“, die alsbald bundesweit ausgeführt wurden. Heute arbeitet sie in eigenen Praxisräumen (Lavia Institut für Familientrauerbegleitung) in Gelsenkirchen als Familientrauerbegleiterin mit Kindern, Jugendlichen und Familien aus dem Ruhrgebiet. Schroeter-Rupieper ist dort in freier Praxis mit ihrem pädagogischen Fachteam in persönlicher Begleitung und in Trauergruppen tätig.
In Seminaren und Vorträgen der Trauerbegleitung ist sie aufgrund ihres Wissens um Theorie verknüpft mit der vielfältigen Praxiserfahrung international geschätzt. Als Fachreferentin ist sie für die bundesweite Ausbildung für Kinder- und Jugendtrauerbegleiterausbildung der Malteser, den Senat Berlin/Brandenburg, die Bundeswehr, die Justizakademie NRW, die Malteser-Akademie in Engelskirchen, für internationale Kongresse von Heilpädagogen, Palliativmedizinern und Kriseninterventionteams, Notfallseelsorger, Kinderhospize, für Lehrerfortbildung u. a. an der Pädagogischen Hochschule Vorarlberg, für die Caritas der Bistümer Essen, Köln und Wien, für den Palliativpflegeverband der Deutschsprachigen Gemeinschaft in Belgien und den Landesverband für Hospizarbeit und Palliativmedizin Sachsen e.V. tätig.
Seit 2015 unterstützt sie mit ihrem Lavia-Team in Haltern am See die Trauerarbeit von Geschwistern und Freunden im Zusammenhang mit dem Unglück des Germanwings-Flugs 9525.
Schroeter-Rupieper ist seit 1987 mit Meinrad Rupieper verheiratet und Mutter von drei Söhnen.

## Auszeichnungen
- Unternehmerinnenbrief NRW (Mai 2006)[2]
- Borromäus-Sachbuch des Monats November für das Buch „Für immer anders“[3]
- Schutzengelpreis 2016 für Lavia Institut für Familientrauerbegleitung von der Stiftung „Für Kinder“ im Bistum Essen

## Bücher
- Geschichten die das Leben erzählt, weil der Tod sie geschrieben hat. Patmosverlag 2017, ISBN 978-3-8436-0882-4
- Praxisbuch Trauergruppen. 2015, Patmosverlag ISBN 978-3-8436-0674-5.
- Handbuch Kindertrauer: Die Begleitung von Kindern, Jugendlichen und ihren Familien von Franziska Röseberg (Hg.) (Autor), Monika Müller (Hg.) (Autor), Mechthild Schroeter-Rupieper (Mitautorin), Vandenhoeck & Ruprecht Juli 2014, ISBN 978-3-525-40227-6
- Männer und Krisen – Trauer im Fokus Leidfaden 2013 Heft 02, als Mitautorin eines Fachartikels zu Männertrauergruppen, ISBN 978-3-525-80602-9
- Niemals geht man so ganz… Ein Buch voller Erinnerungen. 2012, ISBN 978-3-8436-0225-9
- Gemeinsam trauern – Gemeinsam leben. Patmos, 2011/2. Auflage, ISBN 978-3-8436-0093-4
- Rituale und Symbole in der Hospizarbeit. Mechthild Schroeter-Rupieper (Mitautorin), Gütersloher Verlagshaus, ISBN 978-3-579-06836-7
- Für immer anders. Das Hausbuch für Familien in Zeiten der Trauer und des Abschieds. Schwabenverlag, 2009/3. Auflage, Patmos, 2012, ISBN 978-3-8436-0245-7

## Fachartikel (Auswahl)
- MUM & Ich Trauerbegleitung bei Jugendlichen schwer erkrankter Mütter, Seite 24–25, 2016, Download unter Leben-mit-Brustkrebs
- Wenn Kinder trauern in Das Magazin Gemeindereferentinnenbundesverband, Herausgeber: Bundesverband der Gemeindereferenten/-innen und Religionslehrer/-innen in den Diözesen der Bundesrepublik Deutschland e. V. ISSN 2191-6942, 2016, M. Schroeter-Rupieper (Mitautorin)
- CNE.magazin, Certified Nursing Education-Den Humor pflegen-Trauernde begleiten, wie Sie Angehörige unterstützen, Thieme, ISSN 1864-1865, M. Schroeter-Rupieper (Mitautorin)
- CLIC-Magazin vom Schweizerischen Verband der Mütterberaterinnen – Clic Dossier: Zum Trauern ist kein Kind zu klein Clic Nr. 86, Mai 2015, M. Schroeter-Rupieper
- Online Familienhandbuch-ifp Staatsinstitut für Frühpädagogik 2013, "Kinder fragen nach dem Tod, auch im Kindergartenalter" www.familienhandbuch.de
- Online Familienhandbuch-ifp Staatsinstitut für Frühpädagogik 2013, "Der anstehende Tod eines Familienangehörigen" www.familienhandbuch.de
- Manchmal ist Gott einfach doof, Kirchenblatt der Kath. Kirche Vorarlberg, 2012
- Stille Nacht, traurige Nacht?, WAZ Der Westen, 2011[4]
- Die Dunkelheit gemeinsam meistern, KFD Verbandszeitschrift, 2010
- Trauer – Aber wie?, Lebenswert, 2010, M. Schroeter-Rupieper (Mitautorin)
- Plötzlich und unerwartet, Blog bei der existenzielle seit 2009, M. Schroeter-Rupieper (Mitautorin)
- Online Familienhandbuch-ifp Staatsinstitut für Frühpädagogik 2007, "Bis du dann für immer weg? Umgang mit Tod und Trauer in der Schule" www.familienhandbuch.de
- Wie mit Trauer umgehen?, Leben und Erziehen, 2007, M. Schroeter-Rupieper
- Wo ist Oma denn jetzt?, Klein&Groß, 2006, M. Schroeter-Rupieper
- Grabstein für Hund und Katze, ddp, 2006, M. Schroeter-Rupieper
- Wenn Kinder dem Tod begegnen, Kindergarten und Hort aktuell, 2006, M. Schroeter-Rupieper
- Wenn Kinder trauern, Eltern und Kindergarten, 2006[5], M. Schroeter-Rupieper
- Das Märchen vom stillen Tod, Woman, 2006, M. Schroeter-Rupieper
- Familiensache, Radio Sachsen[6]
- Der Umgang mit der Trauer will gelernt sein St. Vith, Belgien, M. Schroeter-Rupieper